# أرنو فون لينسكي
أرنو إرنست ماكس فون لينسكي (20 يوليو 1893 - 4 أكتوبر 1986) كان ضابط في الجيش الألماني و العام الذي خدم في جيشالإمبراطورية الألمانية والفيرماخت من ألمانيا النازية، وبعد الحرب في الجيش الشعبي الوطني لجمهورية ألمانيا الديمقراطية، حيث كان سياسيًا أيضًا.

## وظيفة مبكرة
ولد في قرية Czymochen شرق بروسيا لعائلة مالكة. كانت والدته معلمة من أصل ماسوري. بدءًا من عام 1903، تلقى تعليمه في مدرسة كاديت كوسلين، وفارتر بوميرانيا، وهاوبتكاديتنانستالت ليخترفيلدي (برلين) في عام 1908. في عام 1912 انضم إلى الجيش الإمبراطوري الألماني وتمت ترقيته إلى فانريش في برومبرغ في 22 مارس 1912. 

## روابط خارجية
- أرنو فون لينسكي على موقع مونزينجر (الألمانية)